# Slovenska ženska košarkarska reprezentanca
Slovenska košarkarska ženska reprezentanca je športna reprezentanca v članski ženski košarki, ki predstavlja Republiko Slovenijo na mednarodnih tekmovanjih (evropska in svetovna prvenstva, olimpijske igre, mediteranske igre itd.). Vodi jo krovna organizacija Košarkarska zveza Slovenije in tekmuje v območju FIBA Evropa. 
Reprezentanca je že dvakrat nastopila na Evropskem prvenstvu. Prvi nastop na večjem tekmovanju je bil na Evropskem prvenstvu 2017 - končno 14. mesto. Drugič je nastopila leta 2019 in je dosegla 10. mesto. 
Prvič je na uradni tekmi igrala 15. maja 1993 v Slovenskih Konjicah. Na tekmi za kvalifikacije na EP 1995 je premagala reprezentanco Gruzije 82:61. Sredi novembra 2020 so znova na poti, da se uvrstijo na evropsko prvenstvo naslednje leto. Na turnirju na Kreti so ob Grčiji, Bolgariji in Islandiji osvojile prvo mesto, čeprav je bila reprezentanca brez dveh izvrstnih reprezentantk zaradi okuženosti z virusom. Najboljša na tekmi proti Grčiji (77:70) je bila Shante Evans. 
Reprezentanca 2020: Teja Oblak; Lea  Debeljak;  Aleksandra Krošelj; Shante Evans; Eva Lisec; Teja Goršič; Anamarija Prezelj; Maruša Seničar; Tina Cvijanović; Merisa Dautović; Nika Barić; Tina Jakovina; Reprezentantke so tudi: Zala Friškovec, Tina Trebec in Eva Rupnik.  

## Velika tekmovanja
| Leto | Uvrstitev             | Tekem                 | Z                     | P                     |
| ---- | --------------------- | --------------------- | --------------------- | --------------------- |
| 1996 | se niso kvalificirale | se niso kvalificirale | se niso kvalificirale | se niso kvalificirale |
| 2000 | se niso kvalificirale | se niso kvalificirale | se niso kvalificirale | se niso kvalificirale |
| 2004 | se niso kvalificirale | se niso kvalificirale | se niso kvalificirale | se niso kvalificirale |
| 2008 | se niso kvalificirale | se niso kvalificirale | se niso kvalificirale | se niso kvalificirale |
| 2012 | se niso kvalificirale | se niso kvalificirale | se niso kvalificirale | se niso kvalificirale |
| 2016 | se niso kvalificirale | se niso kvalificirale | se niso kvalificirale | se niso kvalificirale |
| 2020 | se niso kvalificirale | se niso kvalificirale | se niso kvalificirale | se niso kvalificirale |

| Leto | Uvrstitev             | Tekem                 | Z                     | P                     |
| ---- | --------------------- | --------------------- | --------------------- | --------------------- |
| 1994 | se niso kvalificirale | se niso kvalificirale | se niso kvalificirale | se niso kvalificirale |
| 1998 | se niso kvalificirale | se niso kvalificirale | se niso kvalificirale | se niso kvalificirale |
| 2002 | se niso kvalificirale | se niso kvalificirale | se niso kvalificirale | se niso kvalificirale |
| 2006 | se niso kvalificirale | se niso kvalificirale | se niso kvalificirale | se niso kvalificirale |
| 2010 | se niso kvalificirale | se niso kvalificirale | se niso kvalificirale | se niso kvalificirale |
| 2014 | se niso kvalificirale | se niso kvalificirale | se niso kvalificirale | se niso kvalificirale |
| 2018 | se niso kvalificirale | se niso kvalificirale | se niso kvalificirale | se niso kvalificirale |

| Leto   | Uvrstitev             | Tekem                 | Z                     | P                     |
| ------ | --------------------- | --------------------- | --------------------- | --------------------- |
| 1995   | se niso kvalificirale | se niso kvalificirale | se niso kvalificirale | se niso kvalificirale |
| 1997   | se niso kvalificirale | se niso kvalificirale | se niso kvalificirale | se niso kvalificirale |
| 1999   | se niso kvalificirale | se niso kvalificirale | se niso kvalificirale | se niso kvalificirale |
| 2001   | se niso kvalificirale | se niso kvalificirale | se niso kvalificirale | se niso kvalificirale |
| 2003   | se niso kvalificirale | se niso kvalificirale | se niso kvalificirale | se niso kvalificirale |
| 2005   | Divizija B            | Divizija B            | Divizija B            | Divizija B            |
| 2007   | se niso kvalificirale | se niso kvalificirale | se niso kvalificirale | se niso kvalificirale |
| 2009   | Divizija B            | Divizija B            | Divizija B            | Divizija B            |
| 2011   | Divizija B            | Divizija B            | Divizija B            | Divizija B            |
| 2013   | se niso kvalificirale | se niso kvalificirale | se niso kvalificirale | se niso kvalificirale |
| 2015   | se niso kvalificirale | se niso kvalificirale | se niso kvalificirale | se niso kvalificirale |
| 2017   | 14. mesto             | 3                     | 1                     | 2                     |
| 2019   | 10. mesto             | 4                     | 1                     | 3                     |
| 2021   | 10. mesto             | 4                     | 2                     | 3                     |
| 2023   | 15. mesto             | 3                     | 0                     | 3                     |
| Skupaj | Skupaj                | 14                    | 4                     | 10                    |

| Leto | Uvrstitev    | Tekem        | Z            | P            |
| ---- | ------------ | ------------ | ------------ | ------------ |
| 1993 | 4. mesto     | ni podatka   | ni podatka   | ni podatka   |
| 1997 | brez nastopa | brez nastopa | brez nastopa | brez nastopa |
| 2001 | 5. mesto     | ni podatka   | ni podatka   | ni podatka   |
| 2005 | brez nastopa | brez nastopa | brez nastopa | brez nastopa |
| 2009 | brez nastopa | brez nastopa | brez nastopa | brez nastopa |

## Uvrstitev na lestvici FIBA
Vir:
Zadnja posodobitev: 21. november 2019.
| Leto | Datum        | Svet | Evropa | Točke |
| ---- | ------------ | ---- | ------ | ----- |
| 2017 | 27. avgust   | 63   | 23     | 5.0   |
| 2018 | 1. oktober   | 63   | 23     | 5.0   |
| 2019 | 21. november | 32   | 20     | 234.1 |
| 2020 | 8. december  | 30   | 18     | 246.2 |
| 2021 | 6. december  | 25   | 16     | 290.1 |
| 2022 | 1. oktober   | 19   | 10     | 298.7 |
| 2023 | 21. avgust   | 26   | 14     | 298.0 |

## Selektorji
| Leto                               | Selektor             | Pomočniki                                                           |
| ---------------------------------- | -------------------- | ------------------------------------------------------------------- |
| 1993-1994                          | Sergej Ravnikar      |                                                                     |
| 1995                               | Tone Corel           |                                                                     |
| 1997                               | Branko Lah           |                                                                     |
| 1999                               | Sergej Ravnikar      |                                                                     |
| 2001-2003                          | Dragomir Bukvić      |                                                                     |
| 19. maj 2004-2007                  | Boris Zrinski        |                                                                     |
| 19. december 2007-27. avgust 2008  | Željko Ciglar        | Goran Jovanović                                                     |
| 27. avgust 2008-2009               | Goran Jovanović      | Damir Grgić                                                         |
| 9. februar 2010-4.februar 2013     | Boris Zrinski        | Emir Haskić, Tomo Orešnik (2012)                                    |
| 4. februar 2013–2014               | Tomo Orešnik         | Boštjan Kočar (2013), Simon Kuhar, Boris Zrinski                    |
| 16. december 2014–23. oktober 2021 | Damir Grgić          | Jure Krajnc, Slavko Duščak, Predrag Radović, Gašper Sluga (2015-16) |
| 23. oktober 2021–danes             | Georgios Dikaiulakos | Styliani Kaltsidou, Gašper Sluga, Tomaž Fartek                      |

## Nastopi na velikih tekmovanjih

### 36. Evropsko prvenstvo 2017
Igralke: #3 Teja Oblak, #4 Živa Zdolšek, #5 Maja Erkić (K), #6 Annamaria Prezelj, #7 Rebeka Abramovič, #9 Nika Barič, #11 Sandra Piršič, #12 Eva Lisec, #13 Tina Trebec, #30 Shante Evans

Strokovni štab: Damir Grgić (glavni trener), Slavko Duščak (pomočnik), Jure Kranjc (pomočnik), Predrag Radović (pomočnik), Žane Bortek (trener za telesno pripravo), Alenka Škreblin (direktorica reprezentance), Martin Klešnik (fizioterapevt), Enej Umek (tehnični vodja), Jaka Lenart (predstavnik za odnose z javnostmi)

### 37. Evropsko prvenstvo 2019
Igralke: #3 Aleksandra Krošelj, #3 Teja Oblak, #6 Annamaria Prezelj, #7 Maruša Seničar, #8 Teja Goršič, #9 Nika Barič (K), #10 Tina Jakovina, #11 Eva Rupnik, #12 Eva Lisec, #13 Zala Friškovec, #30 Shante Evans, #88 Merisa Dautović
Strokovni štab: Damir Grgić (glavni trener), Slavko Duščak (pomočnik), Jure Kranjc (pomočnik), Predrag Radović (pomočnik), Marko Dimnik (trener za telesno pripravo), Marko Macura (zdravnik), Jošt Kokalj (zdravnik), Althea Gwashavanhu (maserka), Radoslav Nesterović (vodja delegacije), Matej Likar (direktor reprezentance), Enej Umek (tehnični vodja), Grega Brezovec (predstavnik za odnose z javnostmi)

### 38. Evropsko prvenstvo 2021
Igralke: #1 Eva Lisec, #3 Teja Oblak, #6 Aleksandra Krošelj, #7 Maruša Seničar, #9 Annamaria Prezelj, #10 Tina Jakovina, #13 Zala Friškovec, #20 Lea Debeljak, #30 Shante Evans, #31 Tina Trebec, #92 Nika Barič (K)
Strokovni štab: Damir Grgić (glavni trener), Slavko Duščak (pomočnik), Jure Kranjc (pomočnik), Predrag Radović (pomočnik), Marko Dimnik (trener za telesno pripravo), Marko Macura (zdravnik), Jošt Kokalj (zdravnik), Martin Klešnik (fizioterapevt), Althea Gwashavanhu (maserka), Radoslav Nesterović (vodja delegacije), Matej Likar (direktor reprezentance), Enej Umek (tehnični vodja), Špela Lenart, Grega Brezovec (predstavnica/k za odnose z javnostmi), Gorazd Trontelj (vodja poti na EP)

### 39. Evropsko prvenstvo 2023
Igralke: #1 Eva Lisec, #3 Teja Oblak (K), #5 Tina Cvijanović, #9 Hana Ivanuša, #10 Tina Jakovina, #11 Eva Rupnik, #13 Zala Friškovec, #14 Lara Kozina Bubnič, #17 Ajša Sivka, #20 Lea Debeljak, #21 Gala Kramžar, #55 Blaža Čeh
Strokovni štab:  Georgios Dikaioulakos (glavni trener),  Tomaž Fartek (pomočnik),  Styliani Kaltsidou (pomočnica),  Gašper Sluga (pomočnik), Marko Dimnik (trener za telesno pripravo), Jošt Kokalj (zdravnik), Eva Komplet (fizioterapevtka),  Pia Drageljević (maserka), Matej Likar (direktor reprezentance), Enej Umek (tehnični vodja), Grega Brezovec (predstavnik za odnose z javnostmi), Kristjan Jurkošek (urednik družbenih omrežij)

## Statistika

#### Število nastopov
Vir:kzs.si
Zadnja posodobitev: 17. november 2019.
| #  | Ime             | Prvi nastop | Št. nastopov |
| -- | --------------- | ----------- | ------------ |
| 1  | Maja Erkić      | 2002        | 66           |
| 2  | Mojca Markovič  | 1999        | 65           |
| 3  | Katja Temnik    | 1997        | 62           |
| 3  | Sandra Piršić   | 2001        | 62           |
| 5  | Teja Oblak      | 2009        | 57           |
| 6  | Nika Barič      | 2008        | 50           |
| 7  | Špela Eržen     | 2001        | 47           |
| 8  | Tina Jakovina   | 2013        | 46           |
| 9  | Daliborka Jokić | 1999        | 41           |
| 10 | Simona Jurše    | 1994        | 40           |